# Monthly Dragon Age
Monthly Dragon Age (月刊ドラゴンエイジ?, Gekkan Doragon Eiji) è una rivista giapponese di manga shōnen pubblicata dalla Fujimi Shobō. La rivista iniziò come una combinazione tra il Monthly Comic Dragon ed il Monthly Dragon Junior, due riviste pubblicate dalla Fujimi Shobo. La prima uscita avvenne nell'aprile 2003, pubblicato successivamente ogni 9 del mese. L'edizione speciale della rivista è chiamata Dragon Age Pure e cominciò nel gennaio 2006.

## Manga pubblicati
- A-kun (17) no Sensō
- Armored Core Tower City Blade
- Black Blood Brothers
- Blaze
- Bremen
- Cautious Hero
- Chrono Crusade
- Death march kara hajimaru isekai kyōsōkyoku
- Demon Heart
- Densha Gakuen Mohamohagumi
- Devel 17 Hōkago no Kyōsenshi
- Diebuster
- Dorotea: Majo no Kanazuchi
- Full Metal Panic! Σ
- Galaxy Angel
- Game of Familia
- Goshūshō-sama Ninomiya-kun
- Gosick
- Hageruya!
- High School DxD
- Highschool of the Dead
- Iinari! Aibure-shon
- Il talismano
- Kamen no Maid Guy
- Kanon
- Karin
- Kaze no Stigma
- Kiyoshirō Denki File
- Kōkaku no Regiosu
- Konosuba! - This Wonderful World
- Kyōshirō to Towa no Sora
- Lemon ni Vitamin C wa Sorehodo Fukumareteinai
- Lolicon Phoenix
- Maburaho
- Marianas Densetsu
- Mizore no Kyōshitsu
- Mizuiro Splash
- Namara! My Love
- Nodoka Nobody
- Orufiina Saga
- Ore Fetish: Ichigo-chan Ki o Tsukete
- Otaku no musume-san
- Pixy Gale
- Reimondo
- Rocket Knights
- Rune Factory 2
- Sasami - Mahō shōjo club
- Satōgashi no Dangan wa Uchinukenai
- Scrapped Princess
- Shinigami to Chocolate Parfait
- Sōkō no Strain
- Someday's Dreamers
- Supa Supa
- Chi ha bisogno di Tenchi?
- Tengoku kara Miteita Umi
- The Third
- Trapped in a Dating Sim: The World of Otome Games Is Tough for Mobs
- Tsubame Shindorōmu
- Tsuiteru Kanojo
- Unlimited Wings
- Variante
- Yaeka no Karte
- Yami ni Koishita Hitsuji-chan
- ZeroIn